# Italesættelse
Italesættelse er et begreb oversat af filosoffen Søren Gosvig Olesen. 
I 1978 oversatte han Michel Foucaults formulering ”mise en discours” til den hidtil ukendte danske sammensætning italesættelse, et ord hvis udbredelse i det danske sprog siden har været omfattende - omend ofte i forvansket brug. Google registrerer over 20.000 forekomster af 'italesættelse' på internettet, ordet er blevet optaget i Den Danske Ordbog og i Retskrivningsordbogen, og dets hyppige anvendelse i humanistiske akademiske opgaver og publikationer er velkendt. Snarere end blot at være en kunstig akademisk pendant til formulering og det at formulere søger italesættelse og at italesætte at gengive måden, hvorpå Foucaults mise en discours spiller på mise en scène, som kendes på dansk som 'iscenesættelse'. Derfor betyder 'italesættelse' den måde, hvorpå noget (seksualitet, normalitet, sygdom, el.a.) konstrueres i diskurser i henhold til Foucaults øvrige teori om magt.